# 534. pehotni polk (Wehrmacht)
Za druge 534. polke glejte 534. polk.
534. pehotni polk (izvirno nemško Infanterie-Regiment 534) je bil eden izmed pehotnih polkov v sestavi redne nemške kopenske vojske med drugo svetovno vojno.

## Zgodovina
Polk je bil ustanovljen 10. januarja 1940 kot polk 18. vala kot Rheingold polk WK III na vadbišču Königsbrück; polk je bil dodeljen 384. pehotni diviziji. 
15. oktobra 1942 je bil polk preimenovan v 534. grenadirski polk.